# Gebroeders Asam
De Gebroeders Asam, Cosmas Damian Asam (1686–1739) en Egid Quirin Asam (1692–1750), waren in de 18e eeuw in voornamelijk Zuid-Duitsland als productieve beeldhouwers, sierstucwerkers, schilders, en architecten werkzaam. De broers werkten vaak meestal gezamenlijk en behoren tot de belangrijkste vertegenwoordigers van de Duitse late barok.

## Leven

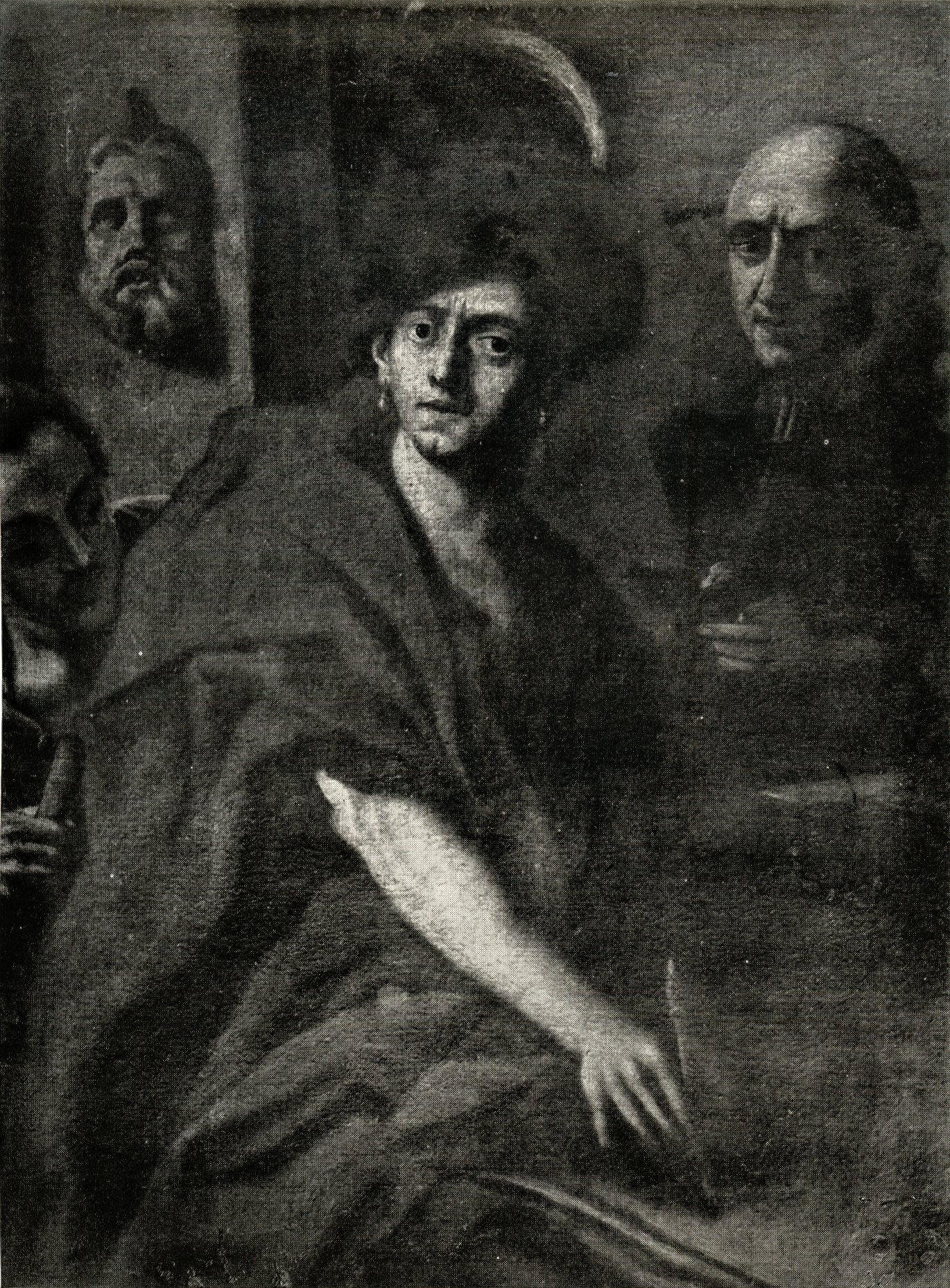
Cosmas Damian Asam

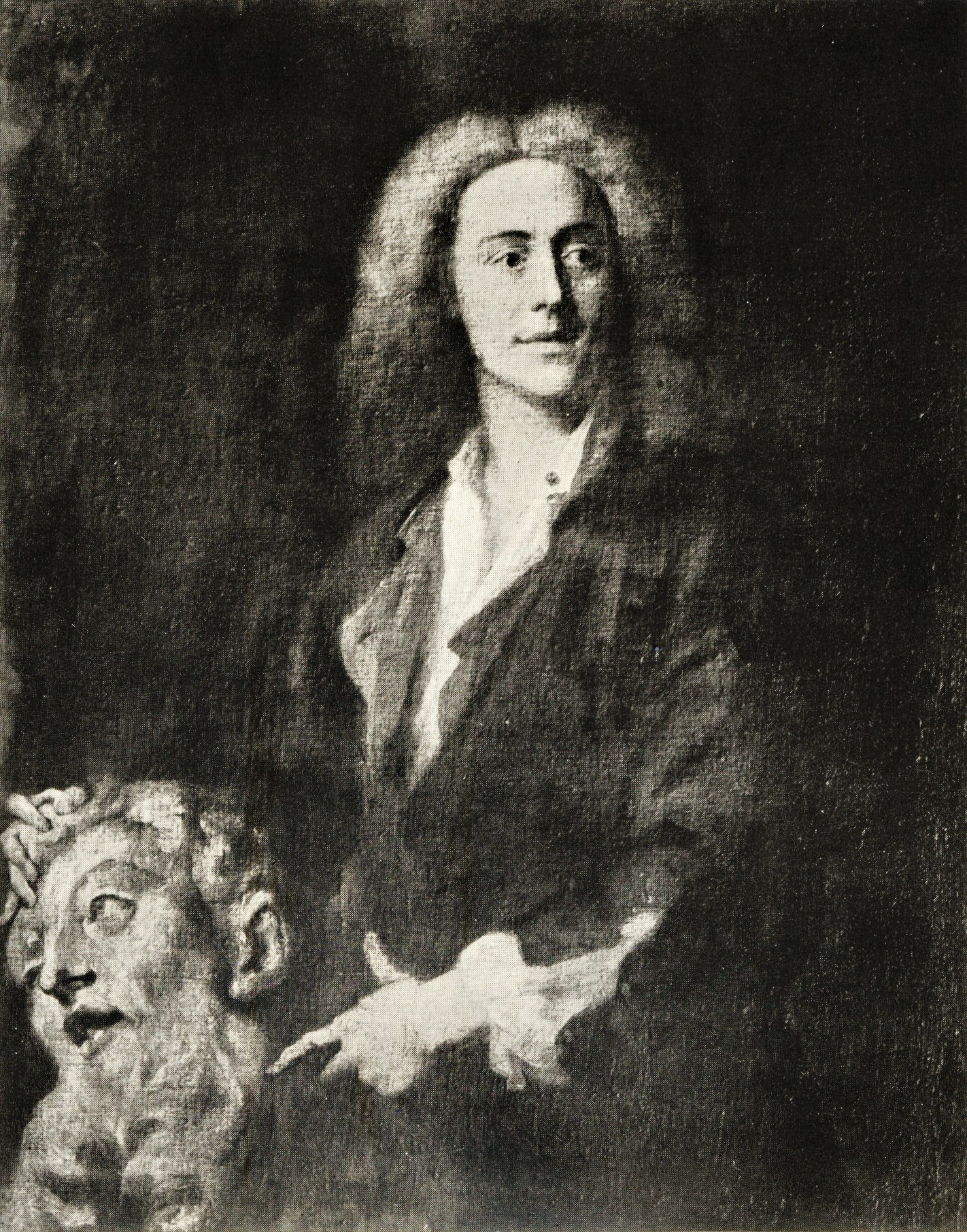
Egid Quirin Asam

Cosmas Damian Asam en Egid Quirin Asam waren twee van de negen kinderen van de schilder Hans Georg Asam uit Benediktbeuern. Beide zonen waren leerlingen van hun vader. Na de dood van zijn vader in 1711 reisde Cosmas Damian geholpen door de abt van het klooster Tegernsee naar Rome om daar verdere opleiding te volgen. Vermoedelijk vergezelde zijn broer hem op deze reis, alhoewel hij rond deze tijd zijn opleiding bij de hofbeeldhouwer Andreas Faistenberger in München volgde en in 1716 succesvol afsloot. In 1713 werd Cosmas Damian in de aanwezigheid van de paus onderscheiden met een eerste prijs van de Accademia di San Luca voor zijn werk. Na de terugkeer van Cosmas Damian uit Italië kregen de beide broers dankzij hun goede contacten met de benedictijner orde talrijke opdrachten.
Beide broers traden met hun artistieke aanleg in de voetsporen van hun vader en Cosmas Damian werkte als schilder en beeldhouwer, terwijl Egid Quirin vooral als architect, stucwerker en beeldhouwer werkte. Omdat hun vaardigheden uitstekend op elkaar aansloten werkten zij bij vrijwel alle opdrachten samen.
Vooral Cosmas Damian’s grote talent voor het schilderen van fresco's deed de roem van de broers al snel buiten de grenzen van Opper-Palts verspreiden. De kwaliteit van zijn fresco's werd even hoog gewaardeerd als die van zijn Italiaanse tijdgenoot Giovanni Battista Tiepolo.
Terwijl de fresco's en het stucwerk in Bamberg nog sterk door het illusionisme werden gekenmerkt, lukte het de broers om in later werk zoals in Weingarten een uniforme wisselwerking tussen afzonderlijke elementen te bewerkstelligen, die resulteerde in een bühneachtig kader voor de barokke eredienst (het theatrum sacrum). Met de bouw en de versiering van de kloosterkerk in Weltenburg legden de broers de basis voor hun roem. Geheel in de zin van de late barok lukte het hen daar op indrukwekkende wijze het schilderwerk, de beeldhouwkunst, de licht- en ruimtewerking en de architectuur tot een harmonisch geheel samen te smeden.
In de jaren 1723-1724 realiseerden de beide broers in nog geen anderhalf jaar tijd de fresco's en het stucwerk van de dom van Freising. Bij de keuze voor de kleuren van de fresco's en het stucwerk oriënteerden zij zich aan de kleuren van het hoogaltaarschilderij van Peter Paul Rubens, zodat er ook hier een harmonieus geheel ontstond.
De opdrachten van de broers kwamen uit Bohemen tot Tirol en Zwitserland. Vanaf 1727 woonden de beide broers in München. Naast hun woning bouwden ze op een in verhouding klein stuk grond een van hun bekendste werken, de Sint-Johannes Nepomukkerk. Alhoewel de kerk als privékapel werd gepland, moesten de broers na protesten van de bevolking de kerk openstellen voor het publiek.

## Werken

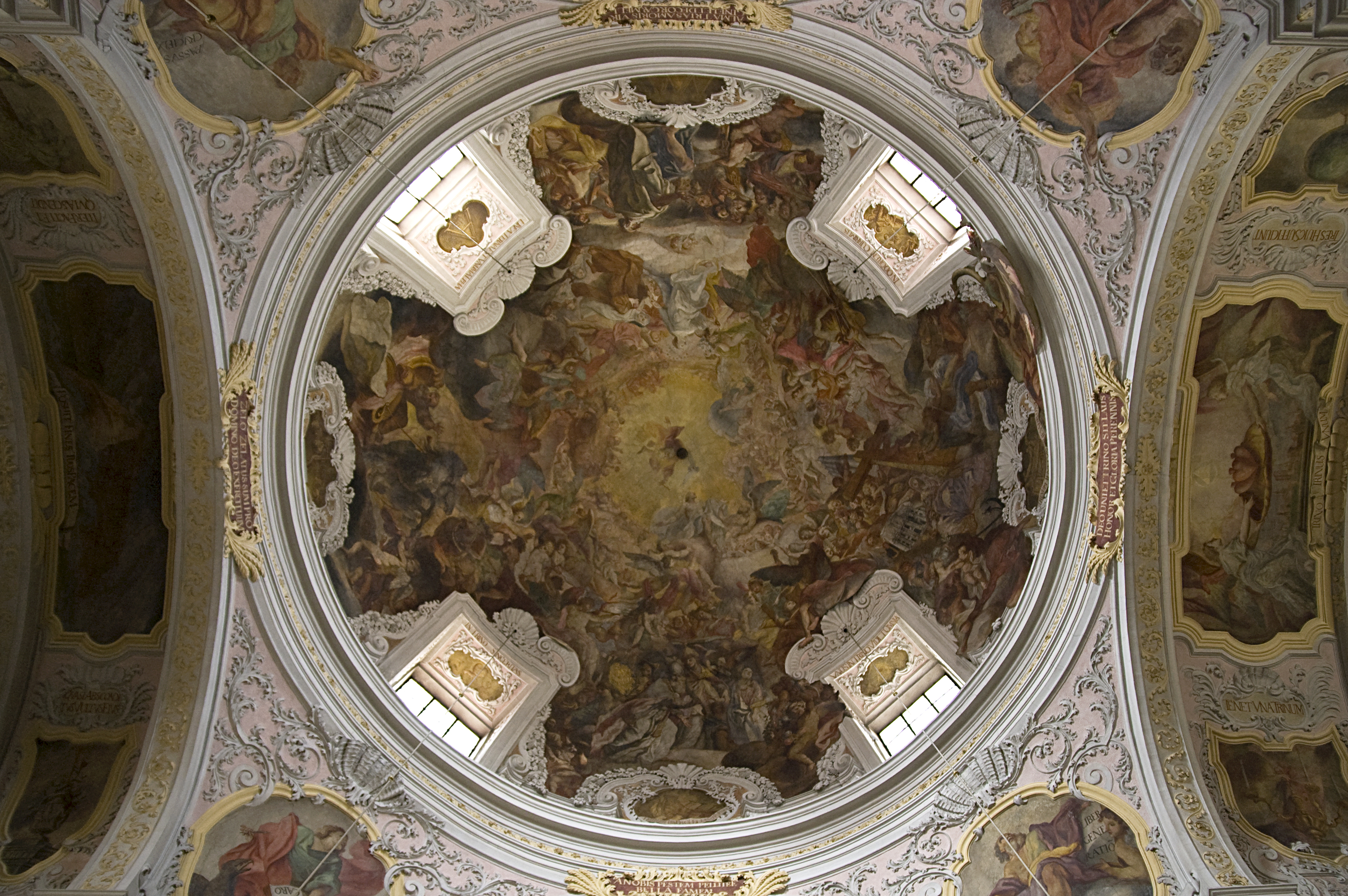
Koepelfresco Drievuldigheidskerk, München

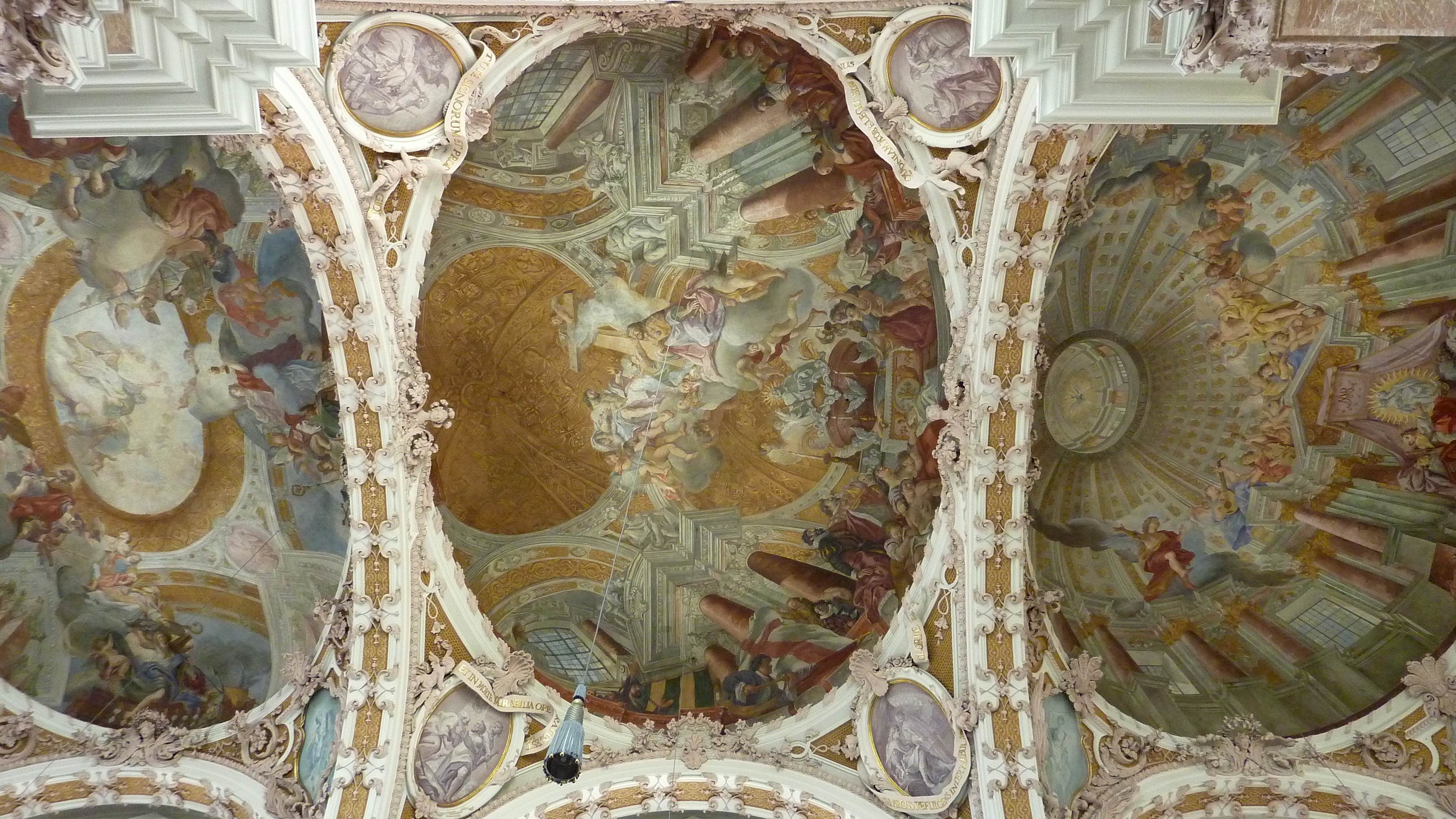
Domkerk van Innsbruck

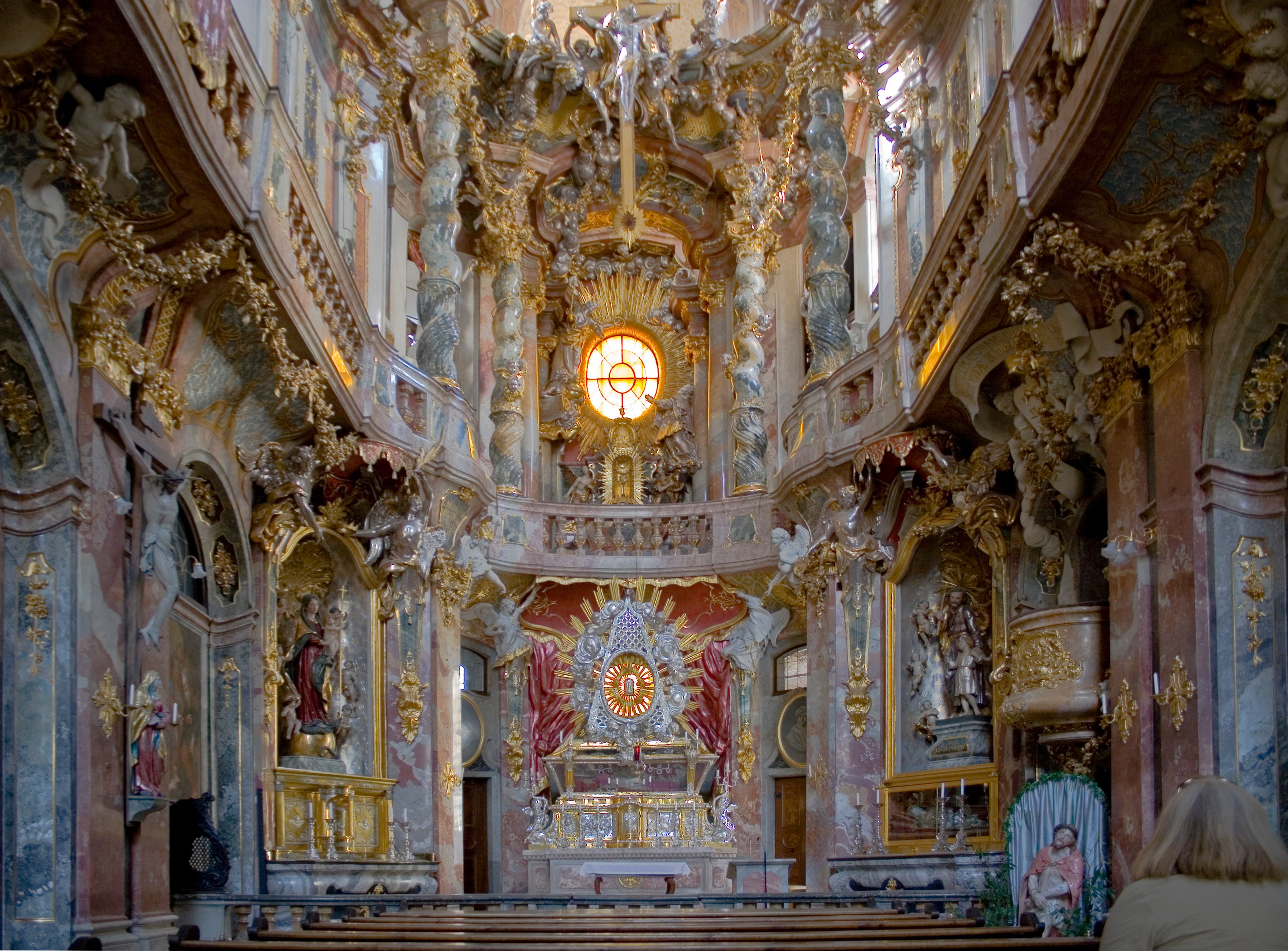
Het interieur van de Sint-Johannes Nepomukkerk, München

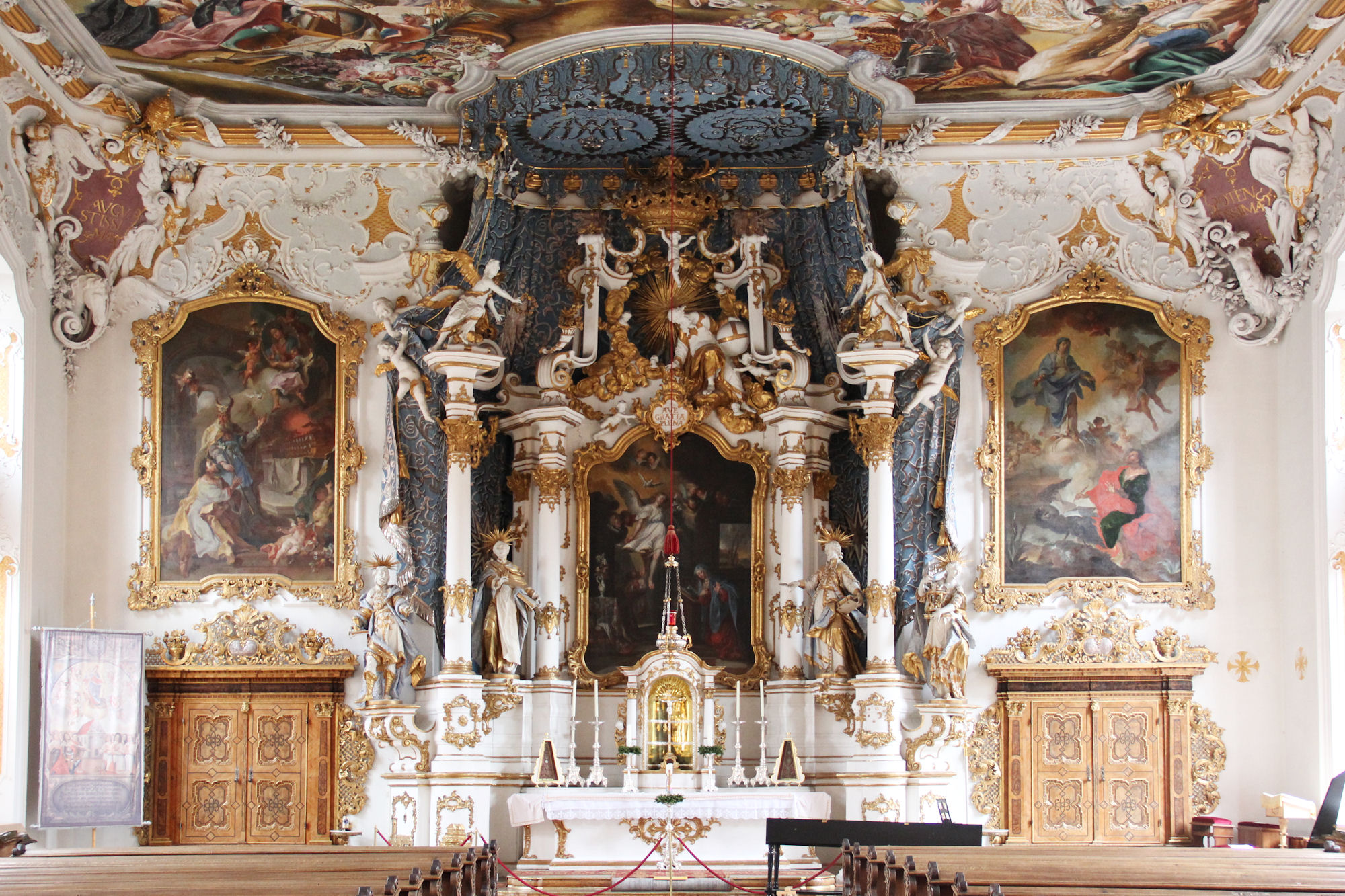
Ingolstadt, Sint-Maria de Victoria

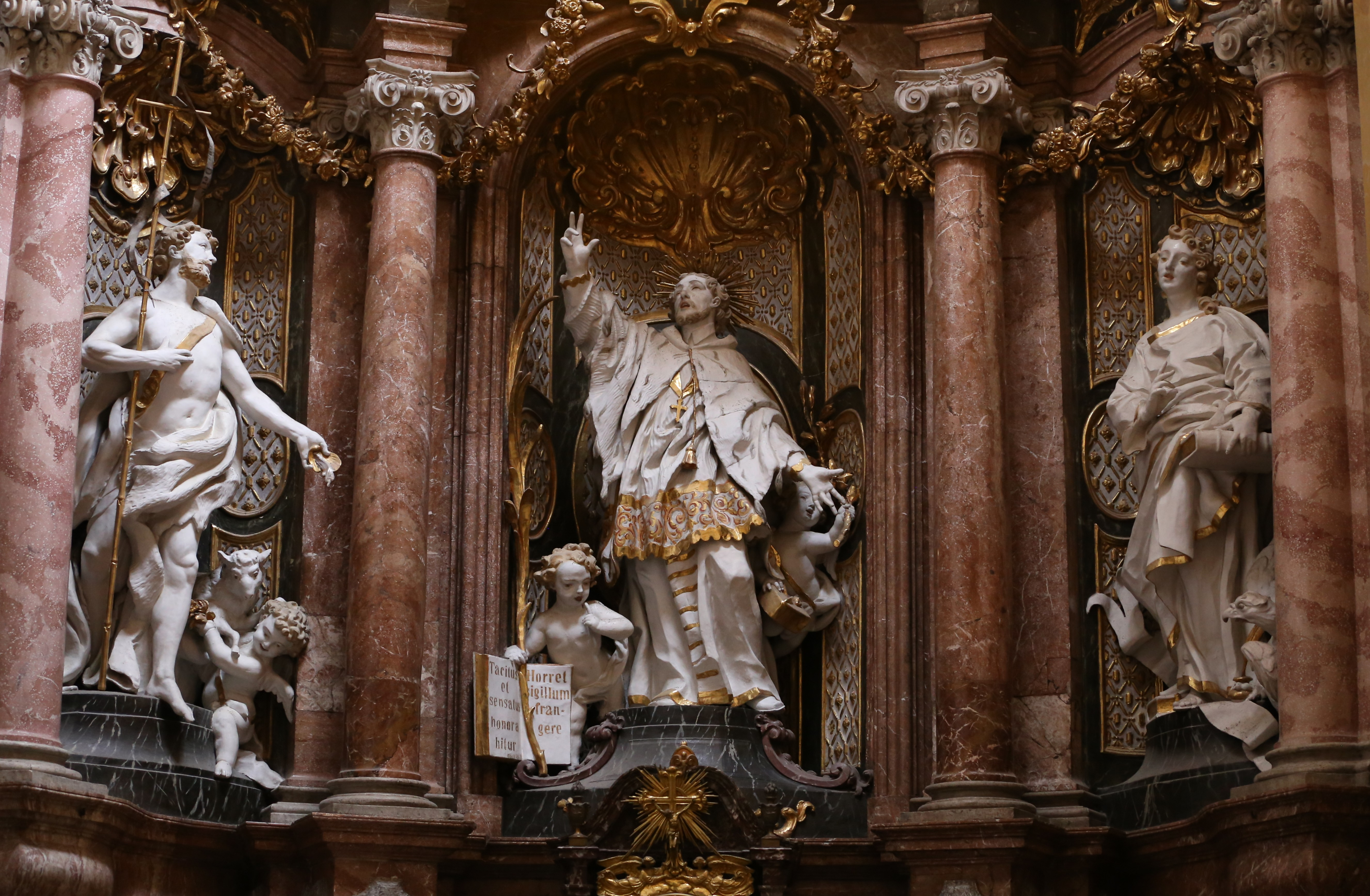
Johannes van Nepomukkapel, Freising

- Fresco's in de koepel van de abdijkerk Ensdorf, 1714
- Koepelfresco in de Drievuldigheidskerk, München, 1714/1715
- Fresco's aan de gevel van het Claudi Cleer huis, Kaufingerstraße, München, 1715
- Fresco's in de kloosterkerk van Metten, 1715
- Zijaltaarschilderijen van de Beschermingsengelkerk (voormalige franciscaner kerk), Schulgasse, Straubing, ca. 1710
- Fresco's in Bamberg, 1714
- Kloosterkerk van Weltenburg, (vanaf 1716 ?), 1721, 1734
- Klooster Michelfeld, vanaf 1717
- Kloosterkerk in Rohr, 1718
- Kloosterkerk van de abdij Weingarten, 1719
- Sint-Korbinianuskapel op de Weihenstephaner Berg in Freising, 1720, gesloopt 1803
- Klooster van Aldersbach, 1720
- Slot Schleißheim, 1721
- Fresco's in de Sint-Annakapel in Kißlegg
- Dom van Innsbruck, 1722–1723
- Dom van Freising, 1723–1724
- Kloosterkerk van Einsiedeln, 1724–1726
- Heilige Geestkerk in München, 1727
- Stift Břevnov bij Praag, 1727
- Slotkerk Bruchsal, 1728 (verwoest)
- Bedevaartskerk Maria-Tenhemelopneming in Dorfen, ontwerp voor genadealtaar, 1728, uitvoering 1740/49, afbraak 1868, rconstructie 1971
- Kloosterkerk Sint-Anna in het Lehel in München, 1729
- Kloosterkerk Sint-Anna van Gotteszell, 1729
- Jezuïetenkerk, Mannheim, 1729–1731
- Slot Alteglofsheim, Alteglofsheim, 1730
- Klooster van Sankt Emmeram in Regensburg, 1731–1733
- Kloosterkerk van Osterhofen, 1732
- Slotkapel Ettlingen, 1732
- Kloosterkerk in Legnickie Pole in Neder-Silezië, 1733
- Sint-Johannes van Nepomukkerk, Sendlinger Str. 32, München, 1734
- Augustijner kerk in Regensburg, 1734
- Slotkapel Sint-Anna in Maxhütte-Haidhof, 1734
- Het Alte Landhaus, Maria-Theresien-Straße, Innsbruck 1734
- Stifskerk Sint-Anna in München, 1735
- Altaren van de Slotkerk van Sandizell bij Schrobenhausen, 1735
- Ursulinenkerk van de Onbevlekte Ontvangenis van Maria te Straubing, 1736–1739 (betreft het laatste gemeenschappelijke werk van de broers)
- Maria de Victoriakerk in Ingolstadt, 1736
- Johanneskapel in de domkerk van Freising, 1737/38
- Klooster van Fürstenfeld, Fürstenfeldbruck, 1741
- Bisschoppelijk Paleis Eichstätt, schilderij het Laatste Avondmaal, 1e helft van de 18e eeuw
- Sint-Martinuskerk in Meßkirch (Baden), Nepomukkapel